# Équipe de Serbie de football à la Coupe du monde 2018
Cet article relate le parcours de l'équipe de Serbie lors de la Coupe du monde de football 2018 organisée en Russie du 14 juin au 15 juillet 2018.

## Qualifications

### Groupe D
| Rang | Équipe               | Pts | J  | G | N | P | Bp | Bc | Diff |  | Résultats (▼ dom., ► ext.) |     |     |     |     |     |     |
| ---- | -------------------- | --- | -- | - | - | - | -- | -- | ---- |  | -------------------------- | --- | --- | --- | --- | --- | --- |
| 1    | Serbie               | 21  | 10 | 6 | 3 | 1 | 20 | 10 | +10  |  | Serbie                     |     | 2-2 | 1-1 | 3-2 | 1-0 | 3-0 |
| 2    | République d'Irlande | 19  | 10 | 5 | 4 | 1 | 12 | 6  | +6   |  | République d'Irlande       | 0-1 |     | 0-0 | 1-1 | 1-0 | 2-0 |
| 3    | Pays de Galles       | 17  | 10 | 4 | 5 | 1 | 13 | 6  | +7   |  | Pays de Galles             | 1-1 | 0-1 |     | 1-0 | 1-1 | 4-0 |
| 4    | Autriche             | 15  | 10 | 4 | 3 | 3 | 14 | 12 | +2   |  | Autriche                   | 3-2 | 0-1 | 2-2 |     | 1-1 | 2-0 |
| 5    | Géorgie              | 5   | 10 | 0 | 5 | 5 | 8  | 14 | -6   |  | Géorgie                    | 1-3 | 1-1 | 0-1 | 1-2 |     | 1-1 |
| 6    | Moldavie             | 2   | 10 | 0 | 2 | 8 | 4  | 23 | -19  |  | Moldavie                   | 0-3 | 1-3 | 0-2 | 0-1 | 2-2 |     |

## Préparation

### Matchs de préparation à la Coupe du monde
Détail des matchs amicaux
| Match amical           | Chine | 0 – 2   | Serbie                    | Tianhe Stadium, Guangzhou                               |                                                         |
| 10 novembre 2017 12h35 |       | (0 - 1) | 20e Ljajić · 69e Mitrović | Spectateurs : 15 000 Arbitrage : Hettikamkanamge Perera | Spectateurs : 15 000 Arbitrage : Hettikamkanamge Perera |

| Match amical           | Corée du Sud            | 1 – 1   | Serbie     | Ulsan Munsu Football Stadium, Ulsan      |                                          |
| 14 novembre 2017 12h00 | Koo Ja-cheol 62e (pen.) | (0 - 0) | 59e Ljajić | Spectateurs : 30 560 Arbitrage : Ning Ma | Spectateurs : 30 560 Arbitrage : Ning Ma |

| Match amical       | Serbie    | 1 – 2   | Maroc                           | Olimpico, Turin                              |                                              |
| 23 mars 2018 20h30 | Tadić 37e | (1 - 2) | 29e (pen.) Ziyech · 40e Boutaïb | Spectateurs : 15 700 Arbitrage : Marco Guida | Spectateurs : 15 700 Arbitrage : Marco Guida |

| Match amical       | Nigeria | 0 – 2   | Serbie           | The Hive Stadium, Londres                    |                                              |
| 27 mars 2018 21h00 |         | (0 - 0) | 68e 81e Mitrović | Spectateurs : 3 500 Arbitrage : Craig Pawson | Spectateurs : 3 500 Arbitrage : Craig Pawson |

| Match amical      | Serbie | 0 – 1   | Chili       | Stadion Graz-Liebenau, Graz                      |                                                  |
| 4 juin 2018 20h00 |        | (0 - 0) | 89e Maripán | Spectateurs : 1 700 Arbitrage : Alexander Harkam | Spectateurs : 1 700 Arbitrage : Alexander Harkam |

| Match amical      | Serbie                                          | 5 – 1   | Bolivie    | Stadion Graz-Liebenau, Graz                       |                                                   |
| 9 juin 2018 18h00 | Mitrović 4e 23e 68e · Ljajić 19e · Ivanović 42e | (4 - 0) | 48e Campos | Spectateurs : 1 572 Arbitrage : Christopher Jäger | Spectateurs : 1 572 Arbitrage : Christopher Jäger |

## Effectif
L'effectif de la Serbie, est connu le 1er juin 2018.
| Numéro / Nom       | Numéro / Nom            | Club                     | Date de naissance et âge*  | J.              | Buts            |                 |                 |                 |
| Gardiens de but    | Gardiens de but         | Gardiens de but          | Gardiens de but            | Gardiens de but | Gardiens de but | Gardiens de but | Gardiens de but | Gardiens de but |
| ------------------ | ----------------------- | ------------------------ | -------------------------- | --------------- | --------------- | --------------- | --------------- | --------------- |
| 01                 | Vladimir Stojković      | Partizan Belgrade        | 28 juillet 1983 (34 ans)   | 3               | 0               | 0               | 0               | 0               |
| 12                 | Predrag Rajković        | Maccabi Tel-Aviv         | 31 octobre 1995 (22 ans)   | 0               | 0               | 0               | 0               | 0               |
| 23                 | Marko Dmitrović         | SD Eibar                 | 24 janvier 1992 (26 ans)   | 0               | 0               | 0               | 0               | 0               |
| Défenseurs         |                         |                          |                            |                 |                 |                 |                 |                 |
| 02                 | Antonio Rukavina        | Villarreal CF            | 26 janvier 1984 (34 ans)   | 2               | 0               | 0               | 0               | 0               |
| 03                 | Duško Tošić             | Guangzhou R&F            | 19 janvier 1985 (33 ans)   | 2               | 0               | 0               | 0               | 0               |
| 05                 | Uroš Spajić             | FK Krasnodar             | 13 février 1993 (25 ans)   | 0               | 0               | 0               | 0               | 0               |
| 06                 | Branislav Ivanović      | Zénith Saint-Pétersbourg | 22 février 1984 (34 ans)   | 2               | 0               | 1               | 0               | 0               |
| 11                 | Aleksandar Kolarov      | AS Rome                  | 10 novembre 1985 (32 ans)  | 3               | 1               | 0               | 0               | 0               |
| 13                 | Miloš Veljković         | Werder Brême             | 26 septembre 1995 (22 ans) | 1               | 0               | 0               | 0               | 0               |
| 14                 | Milan Rodić             | Étoile rouge de Belgrade | 2 avril 1991 (27 ans)      | 0               | 0               | 0               | 0               | 0               |
| 15                 | Nikola Milenković       | ACF Fiorentina           | 12 octobre 1997 (20 ans)   | 3               | 0               | 0               | 0               | 0               |
| Milieux de terrain |                         |                          |                            |                 |                 |                 |                 |                 |
| 04                 | Luka Milivojević        | Crystal Palace           | 7 avril 1991 (27 ans)      | 2               | 0               | 1               | 0               | 0               |
| 07                 | Andrija Živković        | Benfica Lisbonne         | 11 juillet 1996 (21 ans)   | 1               | 0               | 0               | 0               | 0               |
| 10                 | Dušan Tadić             | Southampton FC           | 20 novembre 1988 (29 ans)  | 3               | 0               | 0               | 0               | 0               |
| 16                 | Marko Grujić            | Liverpool FC             | 13 avril 1996 (22 ans)     | 0               | 0               | 0               | 0               | 0               |
| 17                 | Filip Kostić            | Hambourg SV              | 1er novembre 1992 (25 ans) | 3               | 0               | 0               | 0               | 0               |
| 18                 | Nemanja Radonjić        | Étoile rouge de Belgrade | 15 février 1996 (22 ans)   | 2               | 0               | 0               | 0               | 0               |
| 20                 | Sergej Milinković-Savić | SS Lazio                 | 27 février 1995 (23 ans)   | 3               | 0               | 1               | 0               | 0               |
| 21                 | Nemanja Matić           | Manchester United        | 1er août 1988 (29 ans)     | 3               | 0               | 2               | 0               | 0               |
| 22                 | Adem Ljajić             | Torino FC                | 29 septembre 1991 (26 ans) | 3               | 0               | 1               | 0               | 0               |
| Attaquants         |                         |                          |                            |                 |                 |                 |                 |                 |
| 08                 | Aleksandar Prijović     | PAOK Salonique           | 21 avril 1990 (28 ans)     | 1               | 0               | 1               | 0               | 0               |
| 09                 | Aleksandar Mitrović     | Newcastle United         | 16 septembre 1994 (23 ans) | 3               | 1               | 2               | 0               | 0               |
| 19                 | Luka Jović              | Benfica Lisbonne         | 23 décembre 1997 (20 ans)  | 1               | 0               | 0               | 0               | 0               |
| Sélectionneur      |                         |                          |                            |                 |                 |                 |                 |                 |
|                    | Mladen Krstajić         |                          | 4 mars 1974 (44 ans)       |                 |                 |                 |                 |                 |

* NB : Les âges sont calculés au début de la Coupe du monde 2018, le 14 juin 2018.

## Coupe du monde

### Premier tour - Groupe E
|   | Équipe     | Pts | J | G | N | P | Bp | Bc | Diff |
| 1 | Brésil     | 7   | 3 | 2 | 1 | 0 | 5  | 1  | +4   |
| 2 | Suisse     | 5   | 3 | 1 | 2 | 0 | 5  | 4  | +1   |
| 3 | Serbie     | 3   | 3 | 1 | 0 | 2 | 2  | 4  | -2   |
| 4 | Costa Rica | 1   | 3 | 0 | 1 | 2 | 2  | 5  | -3   |

| 9  | 17 juin 2018 | Brésil     | 1 - 1 | Suisse     |
| 10 | 17 juin 2018 | Costa Rica | 0 - 1 | Serbie     |
| 25 | 22 juin 2018 | Brésil     | 2 - 0 | Costa Rica |
| 26 | 22 juin 2018 | Serbie     | 1 - 2 | Suisse     |
| 41 | 27 juin 2018 | Serbie     | 0 - 2 | Brésil     |
| 42 | 27 juin 2018 | Suisse     | 2 - 2 | Costa Rica |

#### Costa Rica - Serbie
| Match 10                                                 | Costa Rica | 0 - 1   | Serbie                 | Samara Arena, Samara                             |                                                  |
| 17 juin 2018 · 16:00 (UTC+4) · Historique des rencontres |            | (0 - 0) | 56e Aleksandar Kolarov | Spectateurs : 41 432 Arbitrage : Malang Diedhiou | Spectateurs : 41 432 Arbitrage : Malang Diedhiou |
| 17 juin 2018 · 16:00 (UTC+4) · Historique des rencontres | Rapport    |         |                        | Spectateurs : 41 432 Arbitrage : Malang Diedhiou | Spectateurs : 41 432 Arbitrage : Malang Diedhiou |

| Costa Rica | Serbie |

| COSTA RICA :    |    |                    |     |     |
|                 |    |                    |     |     |
| Gardien de but  | 01 | Keylor Navas       |     |     |
|                 | 16 | Cristian Gamboa    |     |     |
|                 | 02 | Jhonny Acosta      |     |     |
|                 | 03 | Giancarlo González |     |     |
|                 | 06 | Óscar Duarte       |     |     |
|                 | 15 | Francisco Calvo    | 22e |     |
|                 | 11 | Johan Venegas      |     | 60e |
|                 | 20 | David Guzmán       | 56e | 73e |
|                 | 05 | Celso Borges       |     |     |
|                 | 10 | Bryan Ruiz         |     |     |
|                 | 21 | Marco Ureña        |     | 66e |
| Remplaçants :   |    |                    |     |     |
|                 | 07 | Christian Bolaños  |     | 60e |
|                 | 12 | Joel Campbell      |     | 66e |
|                 | 09 | Daniel Colindres   |     | 73e |
| Sélectionneur : |    |                    |     |     |
| Oscar Ramírez   |    |                    |     |     |

| SERBIE :        |    |                         |       |     |
|                 |    |                         |       |     |
| Gardien de but  | 01 | Vladimir Stojković      |       |     |
|                 | 03 | Duško Tošić             |       |     |
|                 | 06 | Branislav Ivanović      | 59e   |     |
|                 | 15 | Nikola Milenković       |       |     |
|                 | 11 | Aleksandar Kolarov      |       |     |
|                 | 04 | Luka Milivojević        |       |     |
|                 | 21 | Nemanja Matić           |       |     |
|                 | 10 | Dušan Tadić             |       | 83e |
|                 | 20 | Sergej Milinković-Savić |       |     |
|                 | 22 | Adem Ljajić             |       | 70e |
|                 | 09 | Aleksandar Mitrović     |       | 90e |
| Remplaçants :   |    |                         |       |     |
|                 | 17 | Filip Kostić            |       | 70e |
|                 | 02 | Antonio Rukavina        |       | 83e |
|                 | 08 | Aleksandar Prijović     | 90+8e | 90e |
| Sélectionneur : |    |                         |       |     |
| Mladen Krstajić |    |                         |       |     |

| Assistants : Djibril Camara El Hadji Samba Quatrième arbitre : Bamlak Tessema Weyesa Cinquième arbitre : Tikhon Kalugin Arbitre vidéo : Clément Turpin Assistants arbitre vidéo : Paweł Gil Cyril Gringore Artur Soares Dias Homme du Match : Aleksandar Kolarov |

#### Serbie - Suisse
| Match 26                                                 | Serbie                                | 1 - 2   | Suisse                                                     | Arena Baltika, Kaliningrad                   |                                              |
| 22 juin 2018 · 20:00 (UTC+2) · Historique des rencontres | ( Dušan Tadić) Aleksandar Mitrović 5e | (1 - 0) | 52e Granit Xhaka · 90e Xherdan Shaqiri (Mario Gavranović ) | Spectateurs : 33 167 Arbitrage : Felix Brych | Spectateurs : 33 167 Arbitrage : Felix Brych |
| 22 juin 2018 · 20:00 (UTC+2) · Historique des rencontres | Rapport                               |         |                                                            | Spectateurs : 33 167 Arbitrage : Felix Brych | Spectateurs : 33 167 Arbitrage : Felix Brych |

| Serbie | Suisse |

| SERBIE :        |    |                         |       |     |
|                 |    |                         |       |     |
| Gardien de but  | 01 | Vladimir Stojković      |       |     |
|                 | 06 | Branislav Ivanović      |       |     |
|                 | 15 | Nikola Milenković       |       |     |
|                 | 03 | Duško Tošić             |       |     |
|                 | 11 | Aleksandar Kolarov      |       |     |
|                 | 21 | Nemanja Matić           | 45+2e |     |
|                 | 04 | Luka Milivojević        | 39e   | 81e |
|                 | 10 | Dušan Tadić             |       |     |
|                 | 20 | Sergej Milinković-Savić | 34e   |     |
|                 | 17 | Filip Kostić            |       | 64e |
|                 | 09 | Aleksandar Mitrović     | 87e   |     |
| Remplaçants :   |    |                         |       |     |
|                 | 22 | Adem Ljajić             |       | 64e |
|                 | 18 | Nemanja Radonjić        |       | 81e |
| Sélectionneur : |    |                         |       |     |
| Mladen Krstajić |    |                         |       |     |

| SUISSE :          |    |                      |       |       |
|                   |    |                      |       |       |
| Gardien de but    | 01 | Yann Sommer          |       |       |
|                   | 02 | Stephan Lichtsteiner |       |       |
|                   | 22 | Fabian Schär         |       |       |
|                   | 05 | Manuel Akanji        |       |       |
|                   | 13 | Ricardo Rodríguez    |       |       |
|                   | 11 | Valon Behrami        |       |       |
|                   | 10 | Granit Xhaka         |       |       |
|                   | 23 | Xherdan Shaqiri      | 90+1e |       |
|                   | 15 | Blerim Džemaili      |       | 73e   |
|                   | 14 | Steven Zuber         |       | 90+4e |
|                   | 09 | Haris Seferović      |       | 46e   |
| Remplaçants :     |    |                      |       |       |
|                   | 18 | Mario Gavranović     |       | 46e   |
|                   | 07 | Breel Embolo         |       | 73e   |
|                   | 19 | Josip Drmić          |       | 90+4e |
| Sélectionneur :   |    |                      |       |       |
| Vladimir Petković |    |                      |       |       |

| Assistants : Mark Borsch Stefan Lupp Quatrième arbitre : Nawaf Shukralla Cinquième arbitre : Yaser Tulefat Arbitre vidéo : Felix Zwayer Assistants arbitre vidéo : Bastian Dankert Carlos Astroza Clément Turpin Homme du Match : Xherdan Shaqiri |

#### Serbie - Brésil
| Match 41                                                 | Serbie  | 0 - 2   | Brésil                                                         | Stade du Spartak, Moscou                         |                                                  |
| 27 juin 2018 · 21:00 (UTC+3) · Historique des rencontres |         | (0 - 1) | 36e Paulinho (Philippe Coutinho ) · 68e Thiago Silva (Neymar ) | Spectateurs : 44 190 Arbitrage : Alireza Faghani | Spectateurs : 44 190 Arbitrage : Alireza Faghani |
| 27 juin 2018 · 21:00 (UTC+3) · Historique des rencontres | Rapport |         |                                                                | Spectateurs : 44 190 Arbitrage : Alireza Faghani | Spectateurs : 44 190 Arbitrage : Alireza Faghani |

| Serbie | Brésil |

| SERBIE :        |    |                         |     |     |
|                 |    |                         |     |     |
| Gardien de but  | 01 | Vladimir Stojković      |     |     |
|                 | 02 | Antonio Rukavina        |     |     |
|                 | 15 | Nikola Milenković       |     |     |
|                 | 13 | Miloš Veljković         |     |     |
|                 | 11 | Aleksandar Kolarov      |     |     |
|                 | 21 | Nemanja Matić           | 48e |     |
|                 | 20 | Sergej Milinković-Savić |     |     |
|                 | 10 | Dušan Tadić             |     |     |
|                 | 22 | Adem Ljajić             | 33e | 75e |
|                 | 17 | Filip Kostić            |     | 82e |
|                 | 09 | Aleksandar Mitrović     | 70e | 89e |
| Remplaçants :   |    |                         |     |     |
|                 | 07 | Andrija Živković        |     | 75e |
|                 | 18 | Nemanja Radonjić        |     | 82e |
|                 | 19 | Luka Jović              |     | 89e |
| Sélectionneur : |    |                         |     |     |
| Mladen Krstajić |    |                         |     |     |

| BRÉSIL :        |    |                   |  |     |
|                 |    |                   |  |     |
| Gardien de but  | 01 | Alisson           |  |     |
|                 | 22 | Fagner            |  |     |
|                 | 02 | Thiago Silva      |  |     |
|                 | 03 | Miranda           |  |     |
|                 | 12 | Marcelo           |  | 10e |
|                 | 15 | Paulinho          |  | 66e |
|                 | 05 | Casemiro          |  |     |
|                 | 19 | Willian           |  |     |
|                 | 11 | Philippe Coutinho |  | 80e |
|                 | 10 | Neymar            |  |     |
|                 | 09 | Gabriel Jesus     |  |     |
| Remplaçants :   |    |                   |  |     |
|                 | 06 | Filipe Luís       |  | 10e |
|                 | 17 | Fernandinho       |  | 66e |
|                 | 08 | Renato Augusto    |  | 80e |
| Sélectionneur : |    |                   |  |     |
| Tite            |    |                   |  |     |

| Assistants : Reza Sokhandan Mohammadreza Mansouri Quatrième arbitre : Jair Marrufo Cinquième arbitre : Anouar Hmila Arbitre vidéo : Massimiliano Irrati Assistants arbitre vidéo : Paweł Gil Paweł Sokolnicki Paolo Valeri Homme du Match : Paulinho |

## Statistiques

### Temps de jeu
| Joueur                  |          |          |          | TT       | But inscrit | Passe décisive | MJ       | MT       | Légende |
| ----------------------- | -------- | -------- | -------- | -------- | ----------- | -------------- | -------- | -------- | --- |
| Gardiens                | Gardiens | Gardiens | Gardiens | Gardiens | Gardiens    | Gardiens       | Gardiens | Gardiens | Abréviations et symboles : TT : Total de minutes jouées MJ : Nombre de matchs joués MT : Matchs joués en tant que titulaire : but : passe décisive : joueur entré : joueur remplacé : capitaine : carton jaune : carton rouge |
| Vladimir Stojković      | 90       | 90       | 90       | 270      | -           | -              | 3        | 3        | Abréviations et symboles : TT : Total de minutes jouées MJ : Nombre de matchs joués MT : Matchs joués en tant que titulaire : but : passe décisive : joueur entré : joueur remplacé : capitaine : carton jaune : carton rouge |
| Predrag Rajković        | -        | -        | -        | -        | -           | -              | -        | -        | Abréviations et symboles : TT : Total de minutes jouées MJ : Nombre de matchs joués MT : Matchs joués en tant que titulaire : but : passe décisive : joueur entré : joueur remplacé : capitaine : carton jaune : carton rouge |
| Marko Dmitrović         | -        | -        | -        | -        | -           | -              | -        | -        | Abréviations et symboles : TT : Total de minutes jouées MJ : Nombre de matchs joués MT : Matchs joués en tant que titulaire : but : passe décisive : joueur entré : joueur remplacé : capitaine : carton jaune : carton rouge |
| Défenseurs              |          |          |          |          |             |                |          |          | Abréviations et symboles : TT : Total de minutes jouées MJ : Nombre de matchs joués MT : Matchs joués en tant que titulaire : but : passe décisive : joueur entré : joueur remplacé : capitaine : carton jaune : carton rouge |
| Aleksandar Kolarov      | 90       | 90       | 90       | 270      | 1           | -              | 3        | 3        | Abréviations et symboles : TT : Total de minutes jouées MJ : Nombre de matchs joués MT : Matchs joués en tant que titulaire : but : passe décisive : joueur entré : joueur remplacé : capitaine : carton jaune : carton rouge |
| Branislav Ivanović      | 90       | 90       | -        | 180      | -           | -              | 2        | 2        | Abréviations et symboles : TT : Total de minutes jouées MJ : Nombre de matchs joués MT : Matchs joués en tant que titulaire : but : passe décisive : joueur entré : joueur remplacé : capitaine : carton jaune : carton rouge |
| Duško Tošić             | 90       | 90       | -        | 180      | -           | -              | 2        | 2        | Abréviations et symboles : TT : Total de minutes jouées MJ : Nombre de matchs joués MT : Matchs joués en tant que titulaire : but : passe décisive : joueur entré : joueur remplacé : capitaine : carton jaune : carton rouge |
| Antonio Rukavina        | 7        | -        | 90       | 97       | -           | -              | 2        | 1        | Abréviations et symboles : TT : Total de minutes jouées MJ : Nombre de matchs joués MT : Matchs joués en tant que titulaire : but : passe décisive : joueur entré : joueur remplacé : capitaine : carton jaune : carton rouge |
| Miloš Veljković         | -        | -        | 90       | 90       | -           | -              | 1        | 1        | Abréviations et symboles : TT : Total de minutes jouées MJ : Nombre de matchs joués MT : Matchs joués en tant que titulaire : but : passe décisive : joueur entré : joueur remplacé : capitaine : carton jaune : carton rouge |
| Milan Rodić             | -        | -        | -        | -        | -           | -              | -        | -        | Abréviations et symboles : TT : Total de minutes jouées MJ : Nombre de matchs joués MT : Matchs joués en tant que titulaire : but : passe décisive : joueur entré : joueur remplacé : capitaine : carton jaune : carton rouge |
| Uroš Spajić             | -        | -        | -        | -        | -           | -              | -        | -        | Abréviations et symboles : TT : Total de minutes jouées MJ : Nombre de matchs joués MT : Matchs joués en tant que titulaire : but : passe décisive : joueur entré : joueur remplacé : capitaine : carton jaune : carton rouge |
| Nikola Milenković       | 90       | 90       | 90       | 270      | -           | -              | 3        | 3        | Abréviations et symboles : TT : Total de minutes jouées MJ : Nombre de matchs joués MT : Matchs joués en tant que titulaire : but : passe décisive : joueur entré : joueur remplacé : capitaine : carton jaune : carton rouge |
| Milieux                 |          |          |          |          |             |                |          |          | Abréviations et symboles : TT : Total de minutes jouées MJ : Nombre de matchs joués MT : Matchs joués en tant que titulaire : but : passe décisive : joueur entré : joueur remplacé : capitaine : carton jaune : carton rouge |
| Nemanja Matić           | 90       | 90       | 90       | 270      | -           | -              | 3        | 3        | Abréviations et symboles : TT : Total de minutes jouées MJ : Nombre de matchs joués MT : Matchs joués en tant que titulaire : but : passe décisive : joueur entré : joueur remplacé : capitaine : carton jaune : carton rouge |
| Luka Milivojević        | 90       | 81       | -        | 171      | -           | -              | 2        | 2        | Abréviations et symboles : TT : Total de minutes jouées MJ : Nombre de matchs joués MT : Matchs joués en tant que titulaire : but : passe décisive : joueur entré : joueur remplacé : capitaine : carton jaune : carton rouge |
| Sergej Milinković-Savić | 90       | 90       | 90       | 270      | -           | -              | 3        | 3        | Abréviations et symboles : TT : Total de minutes jouées MJ : Nombre de matchs joués MT : Matchs joués en tant que titulaire : but : passe décisive : joueur entré : joueur remplacé : capitaine : carton jaune : carton rouge |
| Marko Grujić            | -        | -        | -        | -        | -           | -              | -        | -        | Abréviations et symboles : TT : Total de minutes jouées MJ : Nombre de matchs joués MT : Matchs joués en tant que titulaire : but : passe décisive : joueur entré : joueur remplacé : capitaine : carton jaune : carton rouge |
| Adem Ljajić             | 70       | 26       | 75       | 171      | -           | -              | 3        | 2        | Abréviations et symboles : TT : Total de minutes jouées MJ : Nombre de matchs joués MT : Matchs joués en tant que titulaire : but : passe décisive : joueur entré : joueur remplacé : capitaine : carton jaune : carton rouge |
| Dušan Tadić             | 83       | 90       | 90       | 263      | -           | 1              | 3        | 3        | Abréviations et symboles : TT : Total de minutes jouées MJ : Nombre de matchs joués MT : Matchs joués en tant que titulaire : but : passe décisive : joueur entré : joueur remplacé : capitaine : carton jaune : carton rouge |
| Filip Kostić            | 20       | 64       | 82       | 166      | -           | -              | 3        | 2        | Abréviations et symboles : TT : Total de minutes jouées MJ : Nombre de matchs joués MT : Matchs joués en tant que titulaire : but : passe décisive : joueur entré : joueur remplacé : capitaine : carton jaune : carton rouge |
| Andrija Živković        | -        | -        | 15       | 15       | -           | -              | 1        | -        | Abréviations et symboles : TT : Total de minutes jouées MJ : Nombre de matchs joués MT : Matchs joués en tant que titulaire : but : passe décisive : joueur entré : joueur remplacé : capitaine : carton jaune : carton rouge |
| Nemanja Radonjić        | -        | 9        | 8        | 17       | -           | -              | 2        | -        | Abréviations et symboles : TT : Total de minutes jouées MJ : Nombre de matchs joués MT : Matchs joués en tant que titulaire : but : passe décisive : joueur entré : joueur remplacé : capitaine : carton jaune : carton rouge |
| Attaquants              |          |          |          |          |             |                |          |          | Abréviations et symboles : TT : Total de minutes jouées MJ : Nombre de matchs joués MT : Matchs joués en tant que titulaire : but : passe décisive : joueur entré : joueur remplacé : capitaine : carton jaune : carton rouge |
| Aleksandar Mitrović     | 90       | 90       | 89       | 269      | 1           | -              | 3        | 3        | Abréviations et symboles : TT : Total de minutes jouées MJ : Nombre de matchs joués MT : Matchs joués en tant que titulaire : but : passe décisive : joueur entré : joueur remplacé : capitaine : carton jaune : carton rouge |
| Aleksandar Prijović     | 0        | -        | -        | 0        | -           | -              | 1        | -        | Abréviations et symboles : TT : Total de minutes jouées MJ : Nombre de matchs joués MT : Matchs joués en tant que titulaire : but : passe décisive : joueur entré : joueur remplacé : capitaine : carton jaune : carton rouge |
| Luka Jović              | -        | -        | 1        | 1        | -           | -              | 1        | -        | Abréviations et symboles : TT : Total de minutes jouées MJ : Nombre de matchs joués MT : Matchs joués en tant que titulaire : but : passe décisive : joueur entré : joueur remplacé : capitaine : carton jaune : carton rouge |
| Total                   |          |          |          |          |             |                |          |          | Abréviations et symboles : TT : Total de minutes jouées MJ : Nombre de matchs joués MT : Matchs joués en tant que titulaire : but : passe décisive : joueur entré : joueur remplacé : capitaine : carton jaune : carton rouge |
| Équipe de Serbie        | 90       | 90       | 90       | 270      | 2           | 1              | 3        | -        | Abréviations et symboles : TT : Total de minutes jouées MJ : Nombre de matchs joués MT : Matchs joués en tant que titulaire : but : passe décisive : joueur entré : joueur remplacé : capitaine : carton jaune : carton rouge |

| Buts | Joueurs             | Adversaires |
| ---- | ------------------- | ----------- |
| 1    | Aleksandar Kolarov  | Costa Rica  |
| 1    | Aleksandar Mitrović | Suisse      |

| Passes | Joueurs     | Adversaires |
| ------ | ----------- | ----------- |
| 1      | Dušan Tadić | Suisse      |